# Modgarby
Modgarby (niem. Modgarben) – wieś w Polsce położona w województwie warmińsko-mazurskim, w powiecie kętrzyńskim, w gminie Barciany.
W latach 1975–1998 miejscowość administracyjnie należała do województwa olsztyńskiego.
Obok wsi przebiega linia kolejowa 353 Korsze – Żeleznodorożnyj z przystankiem Modgarby.

## Historia
Wieś lokowana była w 1339 roku.
We wsi znajdują się zbudowania starego majątku ziemskiego (rozpadający się dwór i czworaki) oraz popadający w ruinę dworzec kolejowy.